# 京葉工業地域

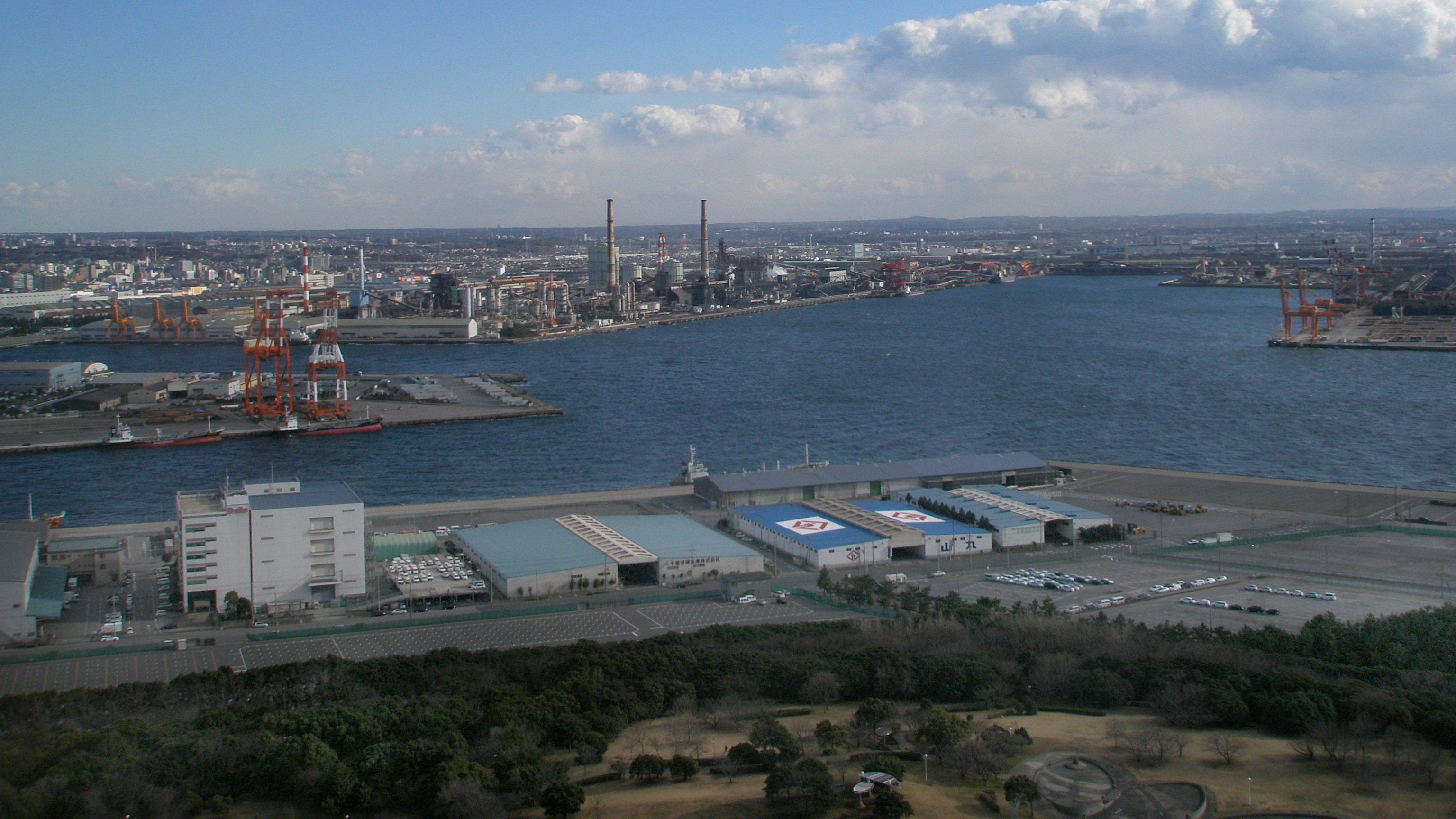
京葉工業地域 千葉ポートタワーから

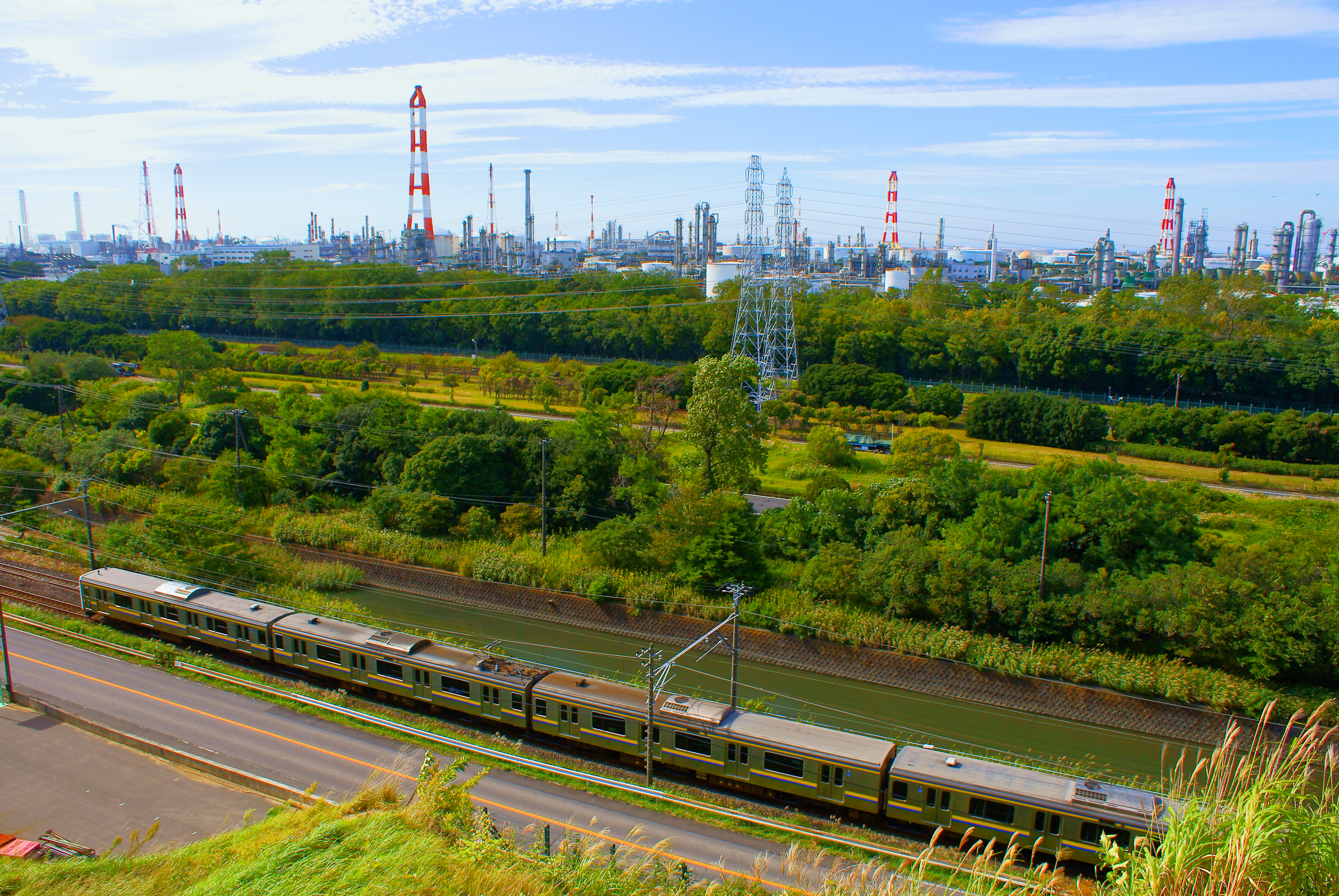
袖ケ浦市の笠上山から見渡した京葉工業地域。多数の石油化学プラントが建ち並ぶ。

京葉工業地域（けいようこうぎょうちいき）は、千葉県の東京湾岸に、千葉港周辺に広がる工業地域である。千葉港、木更津港などの港湾施設がある。京葉臨海工業地帯。
臨海部の埋立地に鉄鋼業、石油化学工業などの大規模な工場が集積する。浦安市から富津市まで連なる。代表的な都市は市川市、船橋市、千葉市、市原市、木更津市、君津市。特に市原市の工業製造品出荷額は愛知県豊田市に次ぐ国内第2位である。千葉市にJFEスチール東日本製鉄所、君津市に日本製鉄君津製鉄所がある。火力発電所が多いという特徴がある。

## 概要
- 京浜工業地帯（東京都、神奈川県、埼玉県南部、千葉県東葛6市）の延長線上に当たり、京浜工業地帯と合わせ南関東工業地帯と呼ばれることがある。
- 浦安市から富津市までの海岸線80km、約3000万坪が埋め立てられ、中核を形成する。日本で数少ない、機械工業より化学工業の割合が高い工業地域である。
- 1963年、事業用の京葉臨海鉄道が開業し、また東京に近接および東京と成田空港の間に位置することから、物流拠点としての色彩も強い。
- 主な生産は機械・金属・食料・電力・製油・化学。近年ではウォーターフロントの再開発も進む。

## 計画
1950年、政府制定の国土総合開発法により、京浜工業地帯への過度な集中を防ぎ分散させる事を目的とする。戦後の経済復興と工場誘致・失業者対策を目論む千葉県及び千葉市は、これを基に「千葉県産業経済振興計画」を策定し、京葉臨海工業地帯の企画造成に着手した。千葉市は、沖合の軍需工場跡地（日立航空機製作所千葉工場、約60万坪）の利用を考え、朝鮮特需の繊維業界に売り込みをかけたが頓挫。川崎製鉄に白羽の矢を立てた。市有地の無償譲渡、工業用水の確保、免税、大規模港湾の整備、電力確保などの破格の条件を受け、第一号として進出を決定した（川鉄千葉、現：JFEスチール東日本製鉄所）。

### 電源
戦後、遠く信濃川系の水力発電を主に頼っていた千葉県は、新たな電源開発を目指す東京電力の用地斡旋依頼を受けた。1954年、東京電力は千葉市生浜町の海面（川鉄千葉の南方）に火力発電所建設計画を提出。埋め立て、千葉郡蘇我町漁業協同組合との交渉など紆余曲折の末、昭和34年に竣工にした（東京電力千葉火力発電所）。出力は当時日本一の60万kWを誇り、京葉地区発展の礎を築いた。

### 千葉港
重工業化の拠点として臨海工業地帯に建設された。狭義の千葉港（中央港、千葉市中央区及び美浜区）は1954年7月開港。1965年特定重要港湾指定。1986年には千葉ポートパーク完成。1994年6月コンテナターミナル開設。貨物取扱量は年間約1億5千万トン。管理者は千葉県。国際拠点港湾である。

## 主要企業
カッコ内は進出年。名称は当時。
- 千葉地区 - 川崎製鉄（JFEスチール：1953年）、東京電力（1957年）・出光興産（1961年）・山崎製パン千葉（1967年）
- 五井・市原地区 - 旭硝子（1959年）、昭和電工、古河電工（1961年）、丸善石油、三井造船、宇部興産
- 船橋地区 - 昭和産業、日本冷蔵
- 市川地区 - 三菱石油、日新製鋼（1962年）
- 五井南部・姉ヶ崎地区 - 丸善石油、三井石油化学（三井化学：1967年）
- 君津地区 - 八幡製鐵（日本製鉄：1965年）
- 袖ケ浦地区 - 住友化学、富士石油（1968年）
- 富津地区 - 東京電力